# Gyügye
Gyügye község Szabolcs-Szatmár-Bereg vármegye Fehérgyarmati járásában.

## Fekvése
A megye keleti részén, a Szatmári-síkságon fekszik, a Szamos jobb partján.
Szomszédai: északkelet felől Zsarolyán, kelet felől Szamosújlak, dél felől Porcsalma, délnyugat felől Rápolt, északnyugat felől pedig Cégénydányád. Két legközelebbi szomszédja Szamosújlak és Cégénydányád, előbbitől 2, utóbbitól mintegy 2,5 kilométer választja el.
A környék más fontosabb települései közül Fehérgyarmat 8,5, Mátészalka 29, Tunyogmatolcs 13, Szamossályi 8,5, Hermánszeg pedig 11 kilométer távolságra található.

### Megközelítése
Központján végighalad, nagyjából délkelet-északnyugati irányban a 4137-es út, közúton csak ezen érhető el, Szamosújlak és Cégénydányád felől is.
Vasútvonal nem érinti, a két legközelebbi vasúti csatlakozási lehetőség a Nyíregyháza–Mátészalka–Zajta-vasútvonal Fehérgyarmat vasútállomása vagy Jánkmajtis megállóhelye, egyaránt mintegy 10-10 kilométerre.

## Története
Gyügye nevét 1241-1284 körül már említik az oklevelek Dide néven.
1322-ben Gyude, 1265-ben Gyuge, 1326-ban Dude, 1329-ben Dyde, 1329-ben Gywde, Dywde, 1335-ben Gyuge, 1414-ben Gywge néven írták nevét.
A település névadója egy 1241 előtt élt, Gyügye nevű várjobbágy lehetett, akinek földje Piskárkos határába olvadt.
Első birtokosai a Gyügyei család tagjai voltak.
Az 1370-es években a falut a Gyügyeiek birtokaként említették.
1405-ben Zsigmond király Gyügyei Jakab fiától Jánostól gyügyei birtokrészét – hűtlenség és osztályos testvére megölése miatt – elvette és Őri (Pátyodi) Tamás fiának, Ambrusnak és rokonságának adományozta, ennek azonban Báthory János ellentmondott. Gyügyei János a birtokot még az 1405-ös évben az egyház kegyúri jogával és a Szamos folyón levő malommal együtt Órévi Lukács váradi püspöknek és a káptalannak adta. 1428 után Gyügye a Várdai család kezére került.
1611-ben Nyáry Pál kapta meg Várdai Kata kezével, valamint Melith Pál, Telegdy Anna hitvestársa lett birtokosa.
1729-ben Jékey László volt itt birtokos.
A 19. század első éveiben a Kállay, Szuhányi és Barkóczi családoknak volt itt birtoka.

## Közélete

### Polgármesterei
- 1990–1994: Kiss Ferenc (független)[3][4]
- 1994–1998: Kiss Ferenc (független)[5][6]
- 1999–2002: Karácsony Adolf (FKgP)[7][8]
- 2002–2006: Kiss Ferenc (független)[9][10]
- 2006–2010: Kiss Ferenc (független)[11][12]
- 2010–2014: Kiss Ferenc Árpád (független)[13]
- 2014–2019: Kiss Ferenc Árpád (független)[14][15]
- 2019–2024: Kiss Ferenc Árpád (független)[16]
- 2024– : Miklós Albert (független)[1]

A településen az 1998. október 18-án megtartott önkormányzati választás után, a polgármester-választás tekintetében nem lehetett eredményt hirdetni, az első helyen kialakult szavazategyenlőség miatt. Aznap a 244 szavazásra jogosult lakos közül 207 fő járult az urnákhoz, ketten érvénytelen szavazatot adtak le, az érvényes szavazatokból pedig egyformán 74-74 esett az egyetlen pártjelöltre, a kisgazda színekben induló Karácsony Adolfra és a négy független jelölt egyikére (a hivatalban lévő polgármesterre), Kiss Ferencre. Az emiatt szükségessé vált időközi választáson, amit 1999. június 6-án tartottak meg, csak a holtversenyben részes két jelölt indult el, ez a helyzet pedig a kisgazda aspiránsnak kedvezett jobban.

## Népesség
A település népességének változása:
| Lakosok száma | 240  | 241  | 253  | 254  | 261  | 270  | 276  |
|               | 2013 | 2014 | 2015 | 2021 | 2022 | 2023 | 2024 |

2001-ben a város lakosságának közel 100%-a magyar nemzetiségűnek vallotta magát.
A 2011-es népszámlálás során a lakosok 93,9%-a magyarnak, 0,4% cigánynak mondta magát (6,1% nem nyilatkozott; a kettős identitások miatt a végösszeg nagyobb lehet 100%-nál). A vallási megoszlás a következő volt: római katolikus 2,2%, református 83,1%, görögkatolikus 2,2%, evangélikus 0,4%, felekezeten kívüli 3,5% (7,8% nem válaszolt).
2022-ben a lakosság 93,9%-a vallotta magát magyarnak, 2,7% ukránnak, 0,4% cigánynak, 0,4% németnek, 1,5% egyéb, nem hazai nemzetiségűnek (6,1% nem nyilatkozott; a kettős identitások miatt a végösszeg nagyobb lehet 100%-nál). Vallásuk szerint 1,5% volt római katolikus, 65,1% református, 7,3% görög katolikus, 0,8% egyéb keresztény, 0,8% ortodox, 5% felekezeten kívüli (19,5% nem válaszolt).

## Nevezetességei

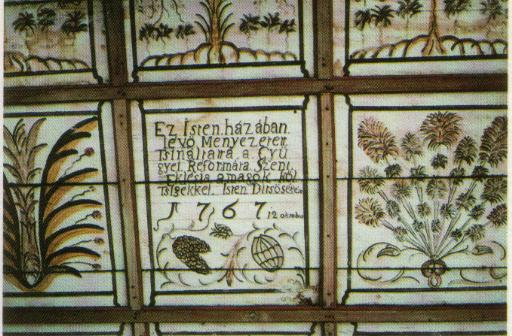
Gyügye, a református templom festett, kazettás mennyezete 1767-ből

- Református templom: - A XIII. században, román, kora gótikus stílusban épült. Belsejében festett, kazettás famennyezet található.  A restaurálási munkákért 2004-ben Europa Nostra-díjban részesült